# CJ ENM
CJ ENM (koreansk: 씨제이이엔엠, CJ Entertainment aNd Merchandising) er et sydkoreansk underholdnings- og detailvirksomhed grundlagt i 2018.
CJ ENM blev oprettet som et resultat af fusionen af to datterselskaber i CJ Group, henholdsvis CJ E&M og CJ O Shopping, i juli 2018. For nylig etablerede virksomheden en første look-aftale med Warner Horizon. grundlagt i 2018.

## Tv-kanaler
- Catch On
- CJ O Shopping
- CJ O Shopping+
- Chunghwa TV
- DIA TV
- English Gem
- Mnet
- O'live
- OCN
- OCN Movies
- OCN Thrills
- OGN
- OnStyle
- OtvN
- Tooniverse
- tvN
- UXN
- XtvN

## Streaming medier
- TVING

## Produktionsselskaber
- CJ Entertainment - filmproduktionsselskab
- Studio Bazooka - animationsproduktionsselskab
- Studio Dragon - dramaproduktionsselskab

## Begivenhedskategorier
- Get it Beauty CON
- Kcon
- Mnet Asian Music Awards
- Olive Market

## Pladeselskab
- Stone Music Entertainment